# دکتر آلبان
آلبان اوزوما ان واپا که با نام هنری "دکتر آلبان" شناخته می‌شود موزیسین و تهیه‌کننده، دورگه نیجریه ای سوئدی است. شهرت او بیشتر به خاطر آهنگ "It's My Life" است.